# Hookeria contracta
Hookeria contracta är en bladmossart som beskrevs av Gepp in Hiern 1901. Hookeria contracta ingår i släktet Hookeria och familjen Hookeriaceae. Inga underarter finns listade i Catalogue of Life.